# Urmond
Urmond (Aussprache: Ürmont; limburgisch Uermend oder Werment, deutsch veraltet Urmund) ist ein Dorf innerhalb der niederländischen Gemeinde Stein, die sich in der Provinz Limburg befindet. Das Dorf zählt rund 5690 Einwohner. Ein Teil des sogenannten Alt-Urmonds („Oud-Urmond“) wurde als geschütztes Dorfbild („Rijksbeschermd dorpsgezicht“) unter Denkmalschutz gestellt.

## Geschichte
Der Ortsname Urmond kommt zunächst in Urkunden aus dem 12. Jahrhundert als Overmunthe vor. Mit Munte wurde damals ein verstärkter Hügel oder ein Fluchthügel bezeichnet. Der Name Urmond hat jedenfalls nichts zu tun mit der Mündung des Baches Ur in die Maas, im zwölften Jahrhundert lag diese Mündung nämlich viel weiter westlich.
Urmond war früher ein Teil der Besitzungen des Erzbischofs von Köln. Als Folge einer Reihe von Kriegen ging das Land zunächst verloren und kam dann im Jahr 1153 erneut in die Hände des kölnischen Erzbischofs.
Gemeinsam mit ein paar weiteren Dörfern der Umgebung war Urmond Teil des feudalzeitlichen Amtes Born. Im Laufe der Zeit geriet das Gebiet in geldrische, in jülich'sche und
dann in französische Hände.
Durch die Schifffahrt auf der nahen Maas entwickelte sich Urmond ab dem 13. Jahrhundert zum Handelsplatz. Die zahlreichen Kriege in der Region haben die Schifffahrt auf der Maas und den damit verbundenen Handel immer wieder über längere Zeiträume negativ beeinflusst. Insbesondere der Achtzigjährige Krieg war für die Schiffer auf der Maas eine schwierige Zeit.
Im Laufe der Zeit führten nicht nur Kriege, sondern auch Überschwemmungen und Niedrigwasser immer wieder zum Erliegen der Schifffahrt auf der Maas. Dies bewirkte schließlich den Bau des Julianakanals (niederländisch Julianakanaal) und eines weiteren Kanals, der Zuid-Willemsvaart. Dies und der Bau der Eisenbahn führten schließlich zur Stilllegung und zum Abbau des Maashafens.
Im Jahr 1982 fusionierte die Gemeinde Urmond (bestehend aus Urmond, Urmond-Oost, Berg aan de Maas und Nattenhoven) mit den Gemeinden Elsloo und Stein zur heutigen (Groß-)Gemeinde Stein.
Als jülich'sche Burgfreiheit war Urmond teilweise von Wällen umgeben und besaß einige Pforten (bewachte Tore). Die älteste Erwähnung Urmonds als Burgfreiheit datiert aus dem Jahr 1595. Während der französischen Besetzung wurden im Jahr 1800 die frühere Burgfreiheit Urmond und das Dorf Berg aan de Maas zu einer Gemeinde Urmond zusammengelegt. Diese Gemeinde Urmond bestand dann bis zur kommunalen Neugliederung im Jahr 1982 weiter.

## Geografische Lage
Urmond liegt zwischen der Maas und der niederländischen A2 und wird vom Julianakanal durchschnitten. Der alte Ortskern liegt westlich des Kanals. Jenseits der Autobahn A2 befinden sich das ausgedehnte Gelände des Industriekomplexes Chemelot, wovon ein großer Teil durch das niederländische Chemieunternehmen Koninklijke DSM N.V. genutzt wird, und außerdem das kleine Naturgebiet Heksenberg. In Nord-Süd-Richtung wird Urmond eingerahmt durch die Dorfzentren der Nachbarorte Berg aan de Maas und Stein.

## Wirtschaft
Viele Urmonder Einwohner sind im nahegelegenen Chemiekomplex DSM beschäftigt. Das Marketingzentrum dieses Betriebs liegt sogar in Urmond. Neben diesem Marketingzentrum liegt das große Van der Valk-Hotel, das auch ein großer örtlicher Arbeitgeber ist. Des Weiteren gibt es noch ein kleines Gewerbegebiet im Süden des Dorfes. Im Norden des Dorfes gibt es noch eine kleinere Anzahl von Bauernhöfen. Hier ist ein Villenviertel geplant („Bramert-Noord“). Das Gebiet liegt gleich an der A2 mit Sicht auf das DSM-Gelände. Die Lärmbelastung in diesem Wohngebiet ist jedoch so groß, dass dort nur mit Sondergenehmigung gebaut werden darf. Vom Bau dieses Villenviertels wird mit dem Belvedere-Gebiet außerdem eine Kulturlandschaft berührt.

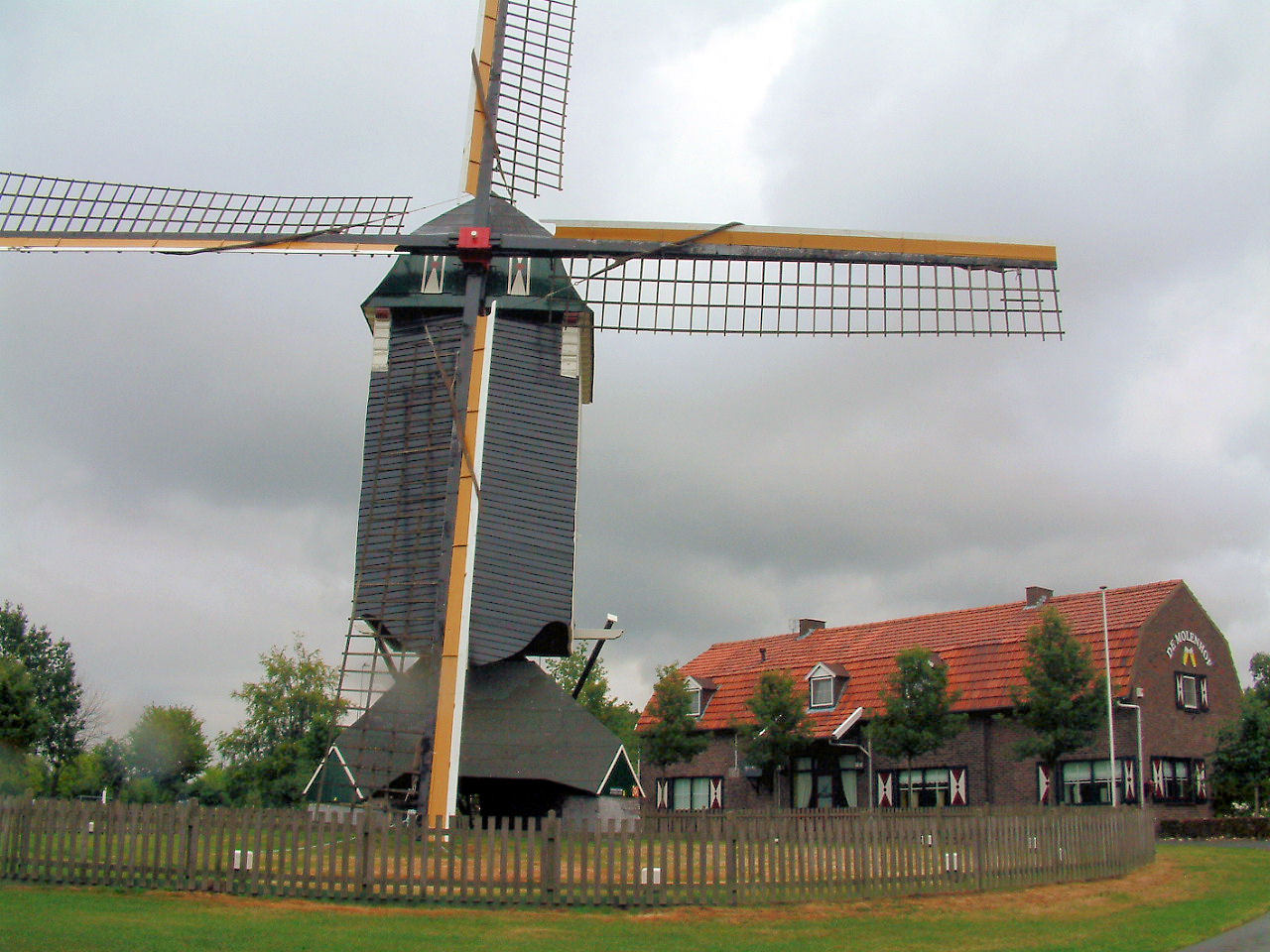
Die Bockwindmühle von Urmond.

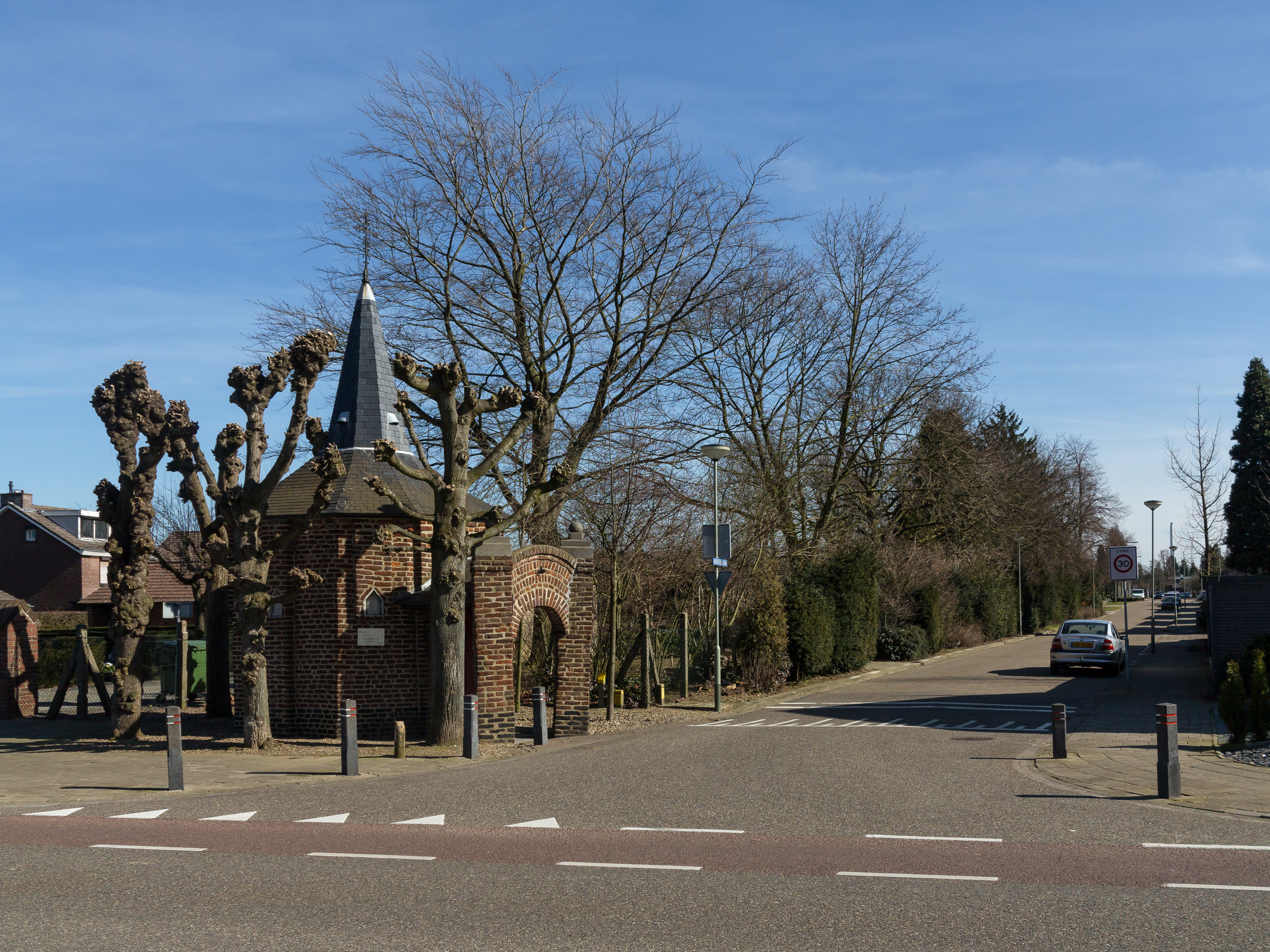
Urmond, de Bokkenrijderskapel

## Sehenswürdigkeiten
Der Ort besitzt drei römisch-katholische Kirchen und eine protestantische: Die römisch-katholische Kirche von 1793, die niederländisch-reformierte Kirche („Hervormde Kerk“) von 1685, die gegenwärtig (Herbst 2011) benutzte St. Martinus-Kirche von 1957 und die römisch-katholische St. Antonius-von-Padua-Kirche, die im Jahr 2008 entweiht wurde.
Die schon erwähnte Kirche von 1793 wurde ebenfalls entweiht, ist jetzt Eigentum der Urmonder Denkmalstiftung („Urmondse Monumentenstichting“) und wird mit viel Erfolg als Ausstellungsgebäude genutzt.
Des Weiteren gibt es in Urmond einige sehenswerte Wohnhäuser, eine Ständermühle von 1803 und das Schifferhaus („schippershuis“) mit einem Giebel im Renaissancestil aus dem 16. Jahrhundert.
Urmond hat eine große Anzahl von Denkmälern. Die Urmonder Denkmalstiftung kümmert sich auch um die Warft-Kirche, die Marienkapelle, die Barbarakapelle und um die Kreuzkapelle.

## Veranstaltungen
Einmal jährlich, jeweils am ersten Wochenende im Juni, wird im alten Dorfkern der St. Leendert-Jahrmarkt veranstaltet. Und am Himmelfahrtstag findet immer das Gratis-Open-Air-Konzert Ur Pop statt, das ursprünglich im Molenpark, mitten in Urmond-Oost, veranstaltet wurde. Auf Grund von Bauarbeiten im Park wurde das Festival vorübergehend an die Ufer der Maas verlegt, wo es nun wegen des großen Erfolgs alljährlich veranstaltet wird.